# Canberra International 2001
Il Canberra International 2001 è stato un torneo di tennis giocato sul cemento. È stata la 1ª edizione del torneo di Canberra, che fa parte della categoria Tier III nell'ambito del WTA Tour 2001. Si è giocato al National Sports Club di Canberra in Australia, dal 7 al 13 gennaio 2001.

## Campionesse

### Singolare
Justine Henin ha battuto in finale  Sandrine Testud con il punteggio di 6–2, 6–2

### Doppio
Nicole Arendt /  Ai Sugiyama hanno battuto in finale  Nannie de Villiers /  Annabel Ellwood con il punteggio di 6–4, 7–6 (7–2)